# Pierre Georges
Pierre Georges (París, 21 de gener de 1919 - Habsheim, 27 de desembre de 1944), conegut amb el sobrenom de Colonel Fabien, va ser un dels dos membres del Partit Comunista Francès que va dur a terme els primers magnicidis de militars nazis durant l'ocupació de França en la Segona Guerra Mundial.

## Biografia
Pierre Georges va néixer en una família de forners el 21 de gener de 1919 a París. Va lluitar al bàndol republicà durant la Guerra Civil espanyola fins al final de les Brigades Internacionals el 1939. El 1940, Georges es va incorporar a la Resistència francesa dedicant-se al sabotatge d'equipaments alemanys.
El 2 d'agost de 1941, Albert Ouzoulias «Colonel André» es va trobar amb Danielle Casanova a Montparnasse i es va fer càrrec dels Bataillons de la jeunesse, els grups de combat creats per joves comunistes (JC). Pierre Georges fou el seu segon comandant. Els JC es dedicaven principalment a l'elaboració de propaganda i la publicació de diaris clandestins i algunes accions armades. En una sessreunióió del 15 al 17 d'agost, es va acordar que els membres dels JC havien de rebre formació sobre armes i augmentar els sabotatges i els atacs a les tropes d'ocupació. Hi va haver certa resticència, però amb la notícia de l'execució de Samuel Tyszelman i Henri Gautherot es va acordar assumir un rol més actiu. Entre els líders dels JC, Georges es va implicar en operacions militars a la regió de París, mentre que Ouzoulias s'ocupava del reclutament i l'enllaç entre regions.
El 21 d'agost de 1941, Pierre Georges, que aleshores utilitzava el nom de «Frédo», i el seu company Gilbert Brustlein, ajudats per dos membres més de la Resistència, van disparar i matar el soldat alemany Alfons Moser quan pujava a un comboi a l'estació de metro de Barbès a les vuit del matí. L'assassinat va venjar l'execució de Samuel Tyszelman per haver participat a una manifestació antifeixista. Aquest va ser l'inici d'una sèrie d'assassinats i represàlies que van provocar que cinc-cents ostatges francesos fossin executats en els mesos següents. El 1943, Georges fou capturat i torturat però aconseguir fugir del Fort de Romainville.
| «                                           | Força anys després, vaig saber que tanmateix a Romainville n'hi havia hagut una, d'evasió: la del llegendari coronel Fabien, voluntari als disset anys a les Brigades Internacionals. No l'atraparen mai. | » |
| — Mercè Nuñez Targa, El carretó dels gossos | |   |

Cinc dies després de l'Alliberament de París, Albert Ouzoulias va convocar una reunió en la qual Pierre Georges va rebre l'encàrrec de formar un batalló de combatents de la Resistència. El coronel Fabien va organitzar una columna que va sortir de París a principis de setembre de 1944. El coronel Fabien havia de formar el nucli a Lorena, al qual s'unirien els voluntaris de París i de les regions orientals tan aviat fos possible. El coronel Fabien va morir a causa de l'explosió d'una mina a Habsheim, al front d'Alsàcia, el 27 de desembre de 1944. Dos líders més van morir alhora, fet que va donar lloc a especulacions de conspiració.

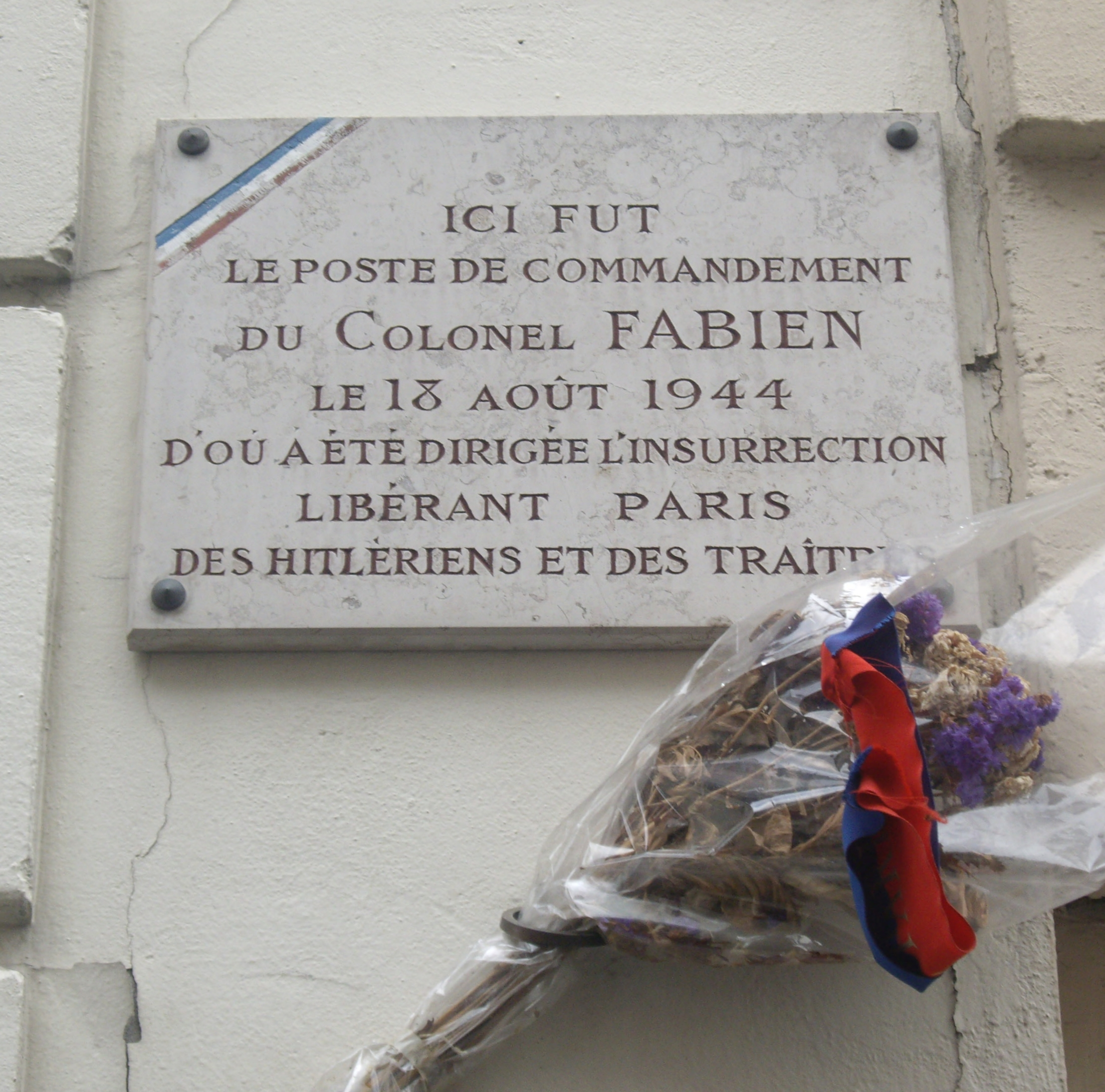
Placa commemorativa al 34 rue Gandon, 13è districte de París, indicant el lloc de comandament del coronel Fabien fins a l'alliberament de París